# Restaurant zum Kuhstall (Berlin)

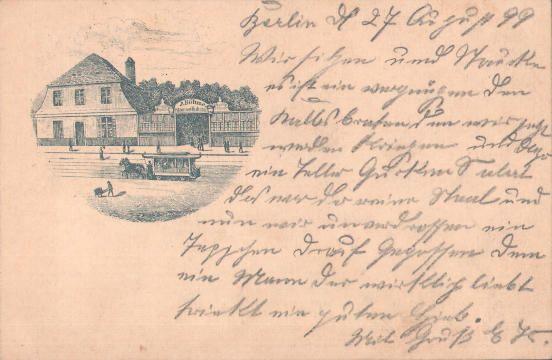
Ansichtskarte aus dem Jahr 1899

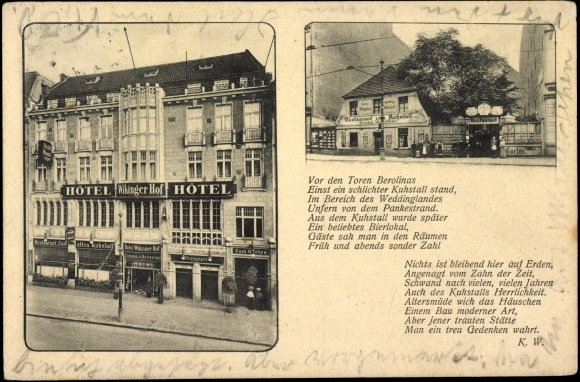
Ansichtskarte aus dem Jahr 1912

Das Restaurant zum Kuhstall war ein Lokal in der Invalidenstraße 110 in Berlin. Mitunter wurde es auch als Café Kuhstall bezeichnet, und sogar der Name Restaurant zum gebildeten Kuhstall ist überliefert.

## Geschichte
Das Restaurant zum Kuhstall war nach dem ursprünglichen Verwendungszweck des Gebäudes benannt, in dem es untergebracht war. Nach seinem Abriss wurde auf dem Grundstück das Hotel Wikinger Hof gebaut, heute befindet sich dort ein Bau der Humboldt-Universität.
Im Restaurant zum Kuhstall, das zeitweise von J. Böhme geleitet wurde, pflegte der Genie-Konvent, eine Abspaltung des 1888 gegründeten Ethischen Clubs, zu tagen. Lesungen von Heinrich Hart, Wilhelm Bölsche und Bruno Wille fanden dort statt. Ebenso war das Lokal Schauplatz von Versammlungskämpfen zwischen Sozialisten und Antisemiten; Hofprediger Stoecker und der Sozialdemokrat Wilhelm Hasenclever lieferten einander hier Rededuelle. In einem Textzeugnis aus dem Jahr 1928 wird das Lokal als einfache Kneipe beschrieben. Karl Liebknecht suchte den Kuhstall auf, um sich über den Stand der Arbeiterjugendbewegung zu informieren.
Das Lokal wird auch in belletristischen Schriften erwähnt, etwa in Otto Erich Hartlebens Ehefest. Robert Walser schrieb sein Prosastück Kuhstall, dessen Manuskript jahrzehntelang verschollen war, wahrscheinlich 1911. Walser bezeichnete den Kuhstall als „künstlerisches Sing-Sang- und Kling-Klang-Etablissement im Norden unserer lieben Stadt Berlin“, das „von ältlicher, halbgestorbener Eleganz durchduftet“ sei.